# Etterswasengraben
Der Etterswasengraben ist ein etwa 6 Kilometer langer, linker Nebenfluss des Mains in Bayern. Das Gewässer dritter Ordnung durchfließt in insgesamt etwa südwestlicher Richtung eine Teilgemarkung der Stadt Volkach und danach eine des Marktes Schwarzach am Main im unterfränkischen Landkreis Kitzingen.

## Geographie

### Verlauf
Der Etterswasengraben entspringt auf etwa 235 m ü. NHN am Südwestrand der zum Reupelsdorfer Staatswaldgebiet gehörigen Waldabteilung Röhrig zur Ackerfläche. Er verläuft als kanalisierter Graben in südwestlicher Richtung durch die Gemarkung von Volkach-Dimbach und unterquert dabei die Kreisstraße KT 10. Dort grenzt der Hübnerwald, ebenfalls Teil der ausgedehnten Waldflächen bei Reupelsdorf, linksseits fast an den Bach. Mit einer Wendung nach Südsüdwesten erreicht das Gewässer den Forst Habermannstännig, wo von links ein unterirdisch geführter, unbenannter Zufluss den Bach erreicht.
Am südwestlichen Rande des Habermannstännigs erreicht der im nordwestlichen Röhrig entstandene und zuletzt von Norden nahende Dimbach den Etterswasengraben und fließt diesem von rechts zu. Der Bach läuft danach am Nordwestfuß des Eulenbergs entlang und verlässt das Gebiet der Stadt Volkach. Im Folgenden zieht er durch die Gemarkung von Gerlachshausen, eines Schwarzacher Gemeindeteils. Vor Erreichen des Dorfrandes von Gerlachshausen schlägt der Etterswasengraben eine Rechtskurve und wird in der Folge in einem nach Nordwesten ausholenden Bogen um Gerlachshausen herumgeführt, ehe er nahe dem Friedhof von Norden her das Dorf erreicht. In dessen Siedlungsbereich fließt er dann unterirdisch, tritt aber, wo der Ortsrand etwa von der am Ufer von Mainkanal und Main verlaufenden Staatsstraße 2271 zurücktritt, dann ein letztes Laufstück wieder offen südwärts zwischen Dorf und Staatsstraße. 
Der Etterswasengraben mündet bei Stromkilometer 188 auf etwa 187 m ü. NHN in eine Seitenbucht des Mains.

### Zuflüsse
| Name    | GKZ  | Länge [km] | Zuflussrichtung | Mündungsort |
| ------- | ---- | ---------- | --------------- | ----------- |
| Dimbach | ohne | ca. 02,71  | rechts          | Dimbach     |

## Flora und Fauna
Obwohl der Etterswasengraben vor allem durch stark von der Landwirtschaft beanspruchtes Gebiet fließt, wurden einige naturnahe Flächen entlang des Baches von den unteren Naturschutzbehörden unter Schutz gestellt. So ragen immer wieder Areale des stark zersplittern Vogelschutzgebietes Südliches Steigerwaldvorland bis zum Bach heran. Hier sind viele verschiedene Arten von in Mitteleuropa sehr seltenen Stand- und Zugvögeln zu finden. Unter anderem weist das Gebiet die größte Verbreitung des Ortolans in Bayern auf.